# Zaza Urušadze
Zaza Urušadze (gruzínsky: ზაზა ურუშაძე; 30. října 1965 Tbilisi — 7. prosince 2019 Tbilisi) byl gruzínský filmový režisér, producent a scenárista. Jeho nejúspěšnějším snímkem bylo válečné drama Mandarinky, které bylo nominováno na Oscara za nejlepší cizojazyčný film (za Estonsko, s nímž byl film koprodukován, a pro nějž to byla první oscarová nominace v historii). Získalo též cenu za režii a cenu diváků na Varšavském filmovém festivalu, bylo vyhlášeno nejlepším evropským filmem na Gaudího cenách, získalo hlavní cenu na festivalu v Bari, zvláštní cenu na festivalu v Jeruzalémě, zvláštní cenu na festivalu Mannheim-Heidelberg nebo zvítězilo na festivalu Černé noci v Tallinnu.
Jeho otcem byl fotbalový brankář a sovětský reprezentant Ramaz Urušadze. Zaza vystudoval režii na Gruzínské státní filmové univerzitě. Celovečerní debut uvedl roku 1998.